# فلسفه اسلامی معاصر
فلسفه اسلامی معاصر برخی از گرایش‌ها و جریانات فلسفه اسلامی قرون وسطایی (فلسفه اولیه اسلامی) را احیا می‌کند، به‌طور برجسته: کشمکش بین دیدگاه‌های معتزله و اشاعره در علم و شرع در باب اخلاقیات، و وظیفه مسلمانان و نقش اسلام در جامعه‌شناسی معرفت و در شکل دادن به عرف‌های اخلاقی و قانونی، به‌ویژه در فقه و احکام جهاد (یا «جنگ مشروع»).

## چهره‌های کلیدی فلسفه اسلامی مدرن
چهره‌های کلیدی از مناطق مختلف، که بیانگر گرایش‌ها و جریانات مهم هستند شامل این‌ها می‌شود:

### آسیای جنوبی
- اقبال لاهوری
- فضل الرحمن
- محمد حمید الله به خانواده ای از عالمان، قضات، نویسندگان و سوفیان تعلق داشت.
- اکبر صلاح‌الدین احمد
- Syed Zafarul Hasan
- محمد عبد المقتدر خان
- جاوید احمد غامدی
- فیصل عبد الرؤوف

### جهان شیعه
- مرتضی مطهری استادی در دانشگاه تهران بود. مطهری به دلیل توسعه ایدئولوژی‌های انقلاب اسلامی چهره‌ای پراهمیت به شمار می‌رود. او در باب تفسیر قرآن، فلسفه، اخلاقیات، جامعه‌شناسی، تاریخ و چندین موضوع دیگر آثاری را به رشته تحریر در آورده است.
- علی شریعتی جامعه‌شناس و پروفسوری در دانشگاه مشهد بود.
- سید موسی الصدر
- سید حسین نصر
- سید محمدباقر صدر
- عبدالکریم سروش
- سید منیرالدین هاشمی و سید محمدمهدی میرباقری

### جهان عرب
- اسماعیل الفاروقی
- نادر البزری
- ابن عقیل الظاهری
- طه عبدالرحمن فیلسوفی مراکشی است که به خاطر فرموله کردن شکلی اسلامی از مدرنیته شناخته شده است.
- حسن حنفی